# Tramwaje w Görlitz

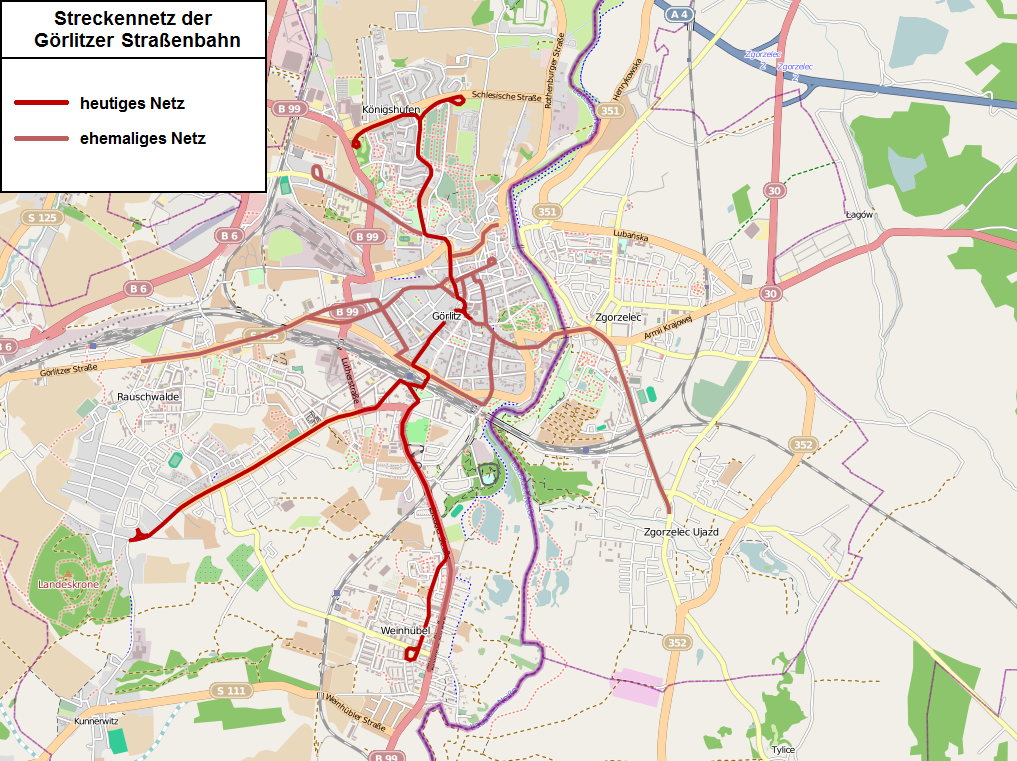
Mapa sieci

Tramwaje w Görlitz – system komunikacji tramwajowej w Görlitz, działający od 1881 r., a od 1902 r. zelektryfikowany.

## Linie
- 1: Weinhübel – Dworzec – Demianiplatz – NeißePark
- 2: Landeskrone – Dworzec – Demianiplatz – Königshufen Am Wiesengrund

## Historia
Tramwaje w Görlitz uruchomiono 25 maja 1882, rok po podpisaniu umowy na 40 lat z Kozuczkiem i Goldsteinem. Pierwszy odcinek poprowadzono od centrum do dworca kolejowego, następnie sukcesywnie budowano nowe odcinki. Pierwszym rozszerzeniem sieci była linia przez Moltkestraße do Goethestraße, uruchomiona jako 2 w czerwcu 1882 r. W maju 1883 r. wybudowano odcinek linii 2 do Rynku Dolnego, połączony ze skróceniem linii 1 do Kaisertrutz (barbakan). W 1890 r. powstał odcinek od dworca do Kaisertrutz przez Bautzener Straße, co pozwoliło utworzyć linię okólną.
Przy okazji zreformowano oznaczenie linii:
- 1: okólna
- 2: Rynek Dolny – Postplatz – Dworzec
- 3: Dworzec – Goethestraße

Sieć zelektryfikowano w okresie od 1897 r. do 1902 r., jednocześnie przekuwając rozstaw szyn na 1000 mm. W grudniu 1897 r. linie 2 i 3 połączono w 1, linię okólną przemianowano w 2, a linię z Bautzener Straße do nowej pętli po prawej stronie Nysy Łużyckiej oznaczono jako 3. W maju następnego roku wybudowano linię na cmentarz żydowski i połączono go linią 4 z Postplatz, a rok później jeszcze wydłużono tę linię od cmentarza do Landeskrone. W maju 1900 r. linia 3 została na prawym brzegu rzeki wydłużona do dzielnicy Moys wzdłuż obecnej ul. Łużyckiej. W 1907 r. wybudowano linię od Demianiplatz do Girbigsdorfer Straße; nowy fragment obsłużyła linia 1, zaś do Rynku Dolnego jeździła odtąd linia 4.
Pod koniec I wojny światowej zlikwidowana została linia okólna, a oznaczenie linii zmieniono:
- 1: Girbigsdorfer Straße – Demianiplatz – Dworzec – Goethestraße
- 2: Rynek Dolny – Demianiplatz – Dworzec – Landeskrone
- 3: Kreisbahnhof – Demianiplatz – Stadthalle (Hala Miejska) – Moys (obecnie ul. Łużycka w Zgorzelcu)

Jesienią 1921 r. linia 3 została wydłużona w stronę Rauschwalde, a w sierpniu 1930 r. linia 1 do Weinhübel. Sierpień 1936 r. wiązał się z uruchomieniem linii wspomagających na trasach linii 2 i 3, oznaczonych odpowiednio 2A i 3A:
- 2A: Büchtemannstraße – Demianiplatz
- 3A: Kreisbahnhof – Gospoda „Stadt Prag” (obecnie ul. Daszyńskiego)

W grudniu 1937 r. nastąpiła duża reorganizacja oznaczeń na liniach, połączona ze skróceniem linii w Girbigsdorfer Straße:
- 1: Rauschwalde – Demianiplatz – Dworzec – Goethestraße – Weinhübel
- 2: Moys (obecnie ul. Łużycka) – Stadthalle – Demianiplatz – Dworzec – Landeskrone
- 3: Kreisbahnhof – Demianiplatz – Stadthalle – Moys (obecnie ul. Łużycka)
- 4: Kaiser-Friedrich-Tal – Büchtemannstraße – Dworzec – Demianiplatz – Friedhofstraße
- 5: Goethestraße – Dworzec – Demianiplatz – Rynek Dolny

W 1939 r. nastąpiła duża reorganizacja oznaczeń na liniach, połączona z wydłużeniem linii w Girbigsdorfer Straße i likwidacją linii na Rynek Dolny:
- 1: Rauschwalde – Demianiplatz – Dworzec – Goethestraße – Weinhübel
- 2: Girbigsdorfer Straße – Demianiplatz – Dworzec – Landeskrone
- 3: Demianiplatz – Stadthalle – Moys (obecnie ul. Łużycka)
- 4: Büchtemannstraße – Dworzec – Demianiplatz – Friedhofstraße
- 5: Kreisbahnhof – Demianiplatz – Stadthalle – Gospoda „Stadt Prag” (obecnie ul. Daszyńskiego)

Pod koniec 1939 r. linie 4 i 5 zlikwidowano.
Po kapitulacji wojsk III Rzeszy tramwaje ruszyły w czerwcu 1945 r. na trasach:
- 1: Goethestraße – Dworzec – Demianiplatz
- 2: Büchtemannstraße – Dworzec – Demianiplatz – Stadthalle

W lutym 1946 r. przywrócono układ końca z 1939 r., z tym, że linia 3 nie przekraczała nowej granicy na Nysie i została w zamian wydłużona do Büchtemannstraße. Kolejna reforma miała miejsce we wrześniu 1956 r.; linie 1 i 2 nie zmieniły tras:
- 1: Rauschwalde – Demianiplatz – Dworzec – Goethestraße – Weinhübel
- 2: Girbigsdorfer Straße – Demianiplatz – Dworzec – Landeskrone
- 3: Girbigsdorfer Straße – Demianiplatz – Dworzec – Landeskrone
- 4: Luxemburgstraße – Demianiplatz – Goethestraße
- 5: Demianiplatz – Stadthalle

Rok później linię 5 zmieniono w 3 i wydłużono do dworca; linia 5 zajęła miejsce dawnej 4 na trasie Luxemburgstraße – Demianiplatz. Po zmianach w 1960 r. dotychczasowe 1 i 2 wciąż pozostały bez zmian, a linia 3 połączyła Demianiplatz – Stadthalle; pozostałe połączenia skasowano. W październiku 1964 r. linia 2 została wydłużona do nowej pętli Virchowstraße, od lipca 1966 r. linię 3 zlikwidowano, a od maja 1982 r. linię 2 skrócono z Weinhübel do Goethestraße.
Pod koniec lat 80. podjęto decyzję o rozbudowie tramwaju w stronę osiedla Königshufen.
Od czerwca 1986 r. wprowadzono kolejny układ:
- 1: Goethestraße – Dworzec – Demianiplatz – Boltze-Hof
- 2: Landeskrone – Dworzec – Demianiplatz – Virchowstraße
- 3: Rauschstraße – Demianiplatz

W grudniu tego samego roku 1 i 2 skierowano do Königshufen, przy czym dla 1 było to wydłużenie trasy, a dla 2 jej zmiana. Linia 3 zamiast na Rauschstraße pojechała na Virchowstraße. Od maja 1988 r. linia 3 została wydłużona do Büchtemannstraße przez dworzec, powstała też linia wspomagająca Demianiplatz – Königshufen oraz 5 o trasie jak linia 1, ale wydłużonej do Erich-Weinert-Straße. W grudniu 1992 r. linia 5 została zlikwidowana, a do Erich-Weinert-Straße wydłużono trasę linii 1.
Od sierpnia 1993 r. wprowadzono kolejne zmiany (linia 2 się nie zmieniła):
- 1: Weinhübel – Dworzec – Demianiplatz – Virchowstraße
- 2: Landeskrone – Dworzec – Demianiplatz – Königshufen
- 3: Weinhübel – Dworzec – Demianiplatz – Königshufen
- 4: Landeskrone – Dworzec – Demianiplatz – Virchowstraße

W 2000 r. linii 3 zmieniono nazwę na 1, a linii 4 na 2. Od 2002 r. otwarto nową pętlę Am Marktkauf (obecnie NeißePark), którą połączono z Weinhübel.
W listopadzie 2003 r. wprowadzono nowy układ:
- 1: Demianiplatz – Virchowstraße
- 2: Landeskrone – Dworzec – Demianiplatz – Königshufen
- 3: Weinhübel – Dworzec – Demianiplatz – Am Marktkauf

W 2007 r. zlikwidowano linię 1,, a w 2019 zmieniono nazwę linii 3 na 1. Tramwaje w dni powszednie, pomiędzy godziną 5:00 a 19:30, kursują co 20 minut.
Obecnie planuje się odbudowę niektórych linii zlikwidowanych w okresie powojennym, w tym linię do polskiego Zgorzelca.